# Canton de Neuvy-le-Roi
Le canton de Neuvy-le-Roi est un ancien canton français situé dans le département d'Indre-et-Loire et la région Centre.

## Composition
Le canton de Neuvy-le-Roi regroupait les communes suivantes :
- Bueil-en-Touraine
- Chemillé-sur-Dême
- Épeigné-sur-Dême
- Louestault
- Marray
- Neuvy-le-Roi
- Saint-Aubin-le-Dépeint
- Saint-Christophe-sur-le-Nais
- Saint-Paterne-Racan
- Villebourg

## Histoire

### Conseillers d'arrondissement (de 1833 à 1940)
| Période                                  | Période | Identité                                    | Étiquette | Qualité |
| ---------------------------------------- | ------- | ------------------------------------------- | --------- | --- |
| 1833                                     | 1839    | Louis Charles Étienne Lemaistre (1760-1846) |           | Ancien Sous-Préfet de Loches, propriétaire du château du Gué du Roi, maire de Villebourg                    |
|                                          |         |                                             |           | |
| 1842                                     | 1848    | M. Badin-Cous                               |           | Maire de Saint-Paterne                                                                                      |
|                                          |         |                                             |           | |
| avant 1883                               |         | François Ernous                             |           | Marchand, maire de Saint-Christophe                                                                         |
|                                          |         |                                             |           | |
| 1919                                     | 1922    | Louis Charles Guéret (1885-1943)            |           | Ingénieur, maire de Saint-Aubin, Président du Conseil d'arrondissement                                      |
| 1922                                     | 1928    | M. Bourgoin                                 |           | Maire de Saint-Christophe                                                                                   |
| 1928                                     | 1938    | Gaston Boyer                                |           | Maire de Saint-Paterne                                                                                      |
| 1938                                     | 1940    | M. Marié                                    |           | Maire de Louestault                                                                                         |
| 1940                                     |         |                                             |           | Les conseils d'arrondissement ont été suspendus par la loi du 12 octobre 1940 et n'ont jamais été réactivés |
| Les données manquantes sont à compléter. |         |                                             |           | |

### Conseillers généraux de 1833 à 2015
| Période | Période          | Identité                          | Étiquette    | Qualité                                                                                                  |
| ------- | ---------------- | --------------------------------- | ------------ | --- |
| 1833    | 1836             | Louis Nobileau                    |              | Propriétaire à Tours et à Saint-Paterne                                                                  |
| 1836    | 1848             | Narcisse Goussé (1794-1868)       |              | Ancien notaire à Saint-Paterne, maire de Neuvy-le-Roi Juge de paix                                       |
| 1848    | 1856             | André Charles Négrier (1788-1872) |              | Colonel du Génie en retraite à Neuvy-le-Roi Ancien directeur des fortifications à Lille                  |
| 1856    | 1861             | Louis de Sarcé (1808-1882)        |              | Propriétaire, maire de Saint-Paterne (1862-1870, 1873-1878)                                              |
| 1861    | 1878 (démission) | Eugène Nau (1811-1885)            |              | Propriétaire à Neuvy-le-Roi                                                                              |
| 1878    | 1892             | Charles Caillé                    | Républicain  | Maire de Marray (1874-1878)                                                                              |
| 1892    | 1904             | Armand Moisant                    | Républicain  | Ingénieur, maire de Neuvy-le-Roi                                                                         |
| 1904    | 1913 (décès)     | Constant Bazoge (1856-1913)       | Républicain  | Marchand tanneur Maire de Saint-Paterne                                                                  |
| 1913    | 1938 (décès)     | Camille Cuvier (1878-1938)        | Rad.         | Vétérinaire, propriétaire à Beaumont-la-Ronce Maire de Neuvy-le-Roi (1913-1938)                          |
| 1938    | 1940             | Gaston Boyer                      |              | Maire de Saint-Paterne (1929 à 1944), conseiller d'arrondissement Nommé conseiller départemental en 1943 |
|         |                  |                                   |              | |
| 1945    | 1949             | Raymond Moussu                    | MRP          | Chef de clinique en chirurgie Maire de Neuvy-le-Roi (1945-1947) Député (1945-1951)                       |
| 1949    | 1955             | Georges Girard                    | RGR          | Maire de Chemillé-sur-Dême                                                                               |
| 1955    | 1973             | Raymond Rochette (1913-1996)      | DVD          | Vétérinaire Maire de Neuvy-le-Roi                                                                        |
| 1973    | 1992             | Jean Poussin (1930-2017)          | DVD          | Directeur d'école Maire de Saint-Christophe-sur-le-Nais Conseiller régional (1973-1982)                  |
| 1992    | 2015             | Henri Zamarlik                    | UDF puis UDI | Enseignant Maire de Saint-Paterne-Racan (1983-2014)                                                      |

## Démographie
| 1962  | 1968  | 1975  | 1982  | 1990  | 1999  | 2006  | 2011  | 2012  |
| ----- | ----- | ----- | ----- | ----- | ----- | ----- | ----- | ----- |
| 7 012 | 6 694 | 6 265 | 5 822 | 5 543 | 5 884 | 6 455 | 6 442 | 6 430 |

### Sources
1. ↑  « Ministère de la culture - Base Léonore », sur culture.gouv.fr (consulté le 11 avril 2023).
2. ↑  « Journal officiel de la République française », sur Gallica, 15 mai 1878 (consulté le 14 août 2020).
3. ↑  « Ministère de la culture - Base Léonore », sur culture.gouv.fr (consulté le 11 avril 2023).
4. ↑  ROYER Monique, « Armand Moisant », sur nais.com, Le blog de ROYER Monique, 17 janvier 2009 (consulté le 14 août 2020).
5. ↑  Journal officiel de la République française. Lois et décrets, parution 23 mai 1943, (en ligne).
6. ↑  Structure de la population du canton de 1968 à l'année de la dernière population légale connue
7. ↑  Fiches Insee - Populations légales du canton pour les années 2006, 2011, 2012